# Nuevo Arenal 1ra. Sección
Nuevo Arenal 1ra. Sección är en ort i Mexiko.   Den ligger i kommunen Amatán och delstaten Chiapas, i den sydöstra delen av landet, 700 km öster om huvudstaden Mexico City. Nuevo Arenal 1ra. Sección ligger 120 meter över havet och antalet invånare är 106.
Terrängen runt Nuevo Arenal 1ra. Sección är huvudsakligen kuperad, men österut är den bergig. Runt Nuevo Arenal 1ra. Sección är det ganska tätbefolkat, med 78 invånare per kvadratkilometer. Närmaste större samhälle är Teapa, 9,0 km nordväst om Nuevo Arenal 1ra. Sección. Omgivningarna runt Nuevo Arenal 1ra. Sección är en mosaik av jordbruksmark och naturlig växtlighet.